# Friedrich Lyncker
Friedrich Lyncker (* 7. Oktober 1806 in Pyrmont; † 20. November 1892 ebenda) war ein deutscher Arzt und Politiker.
Lyncker war der Sohn des Steuerinspektors Friedrich Lyncker und dessen Ehefrau Dorothee Charlotte, geborene Spannagel. Er heiratete am 26. April 1835 in Hannover (List) Wilhelmine Auguste Aline Siemens (1812–1894). Lyncker besuchte die Rektoratsschule in Pyrmont und das Gymnasium in Gießen. Danach studierte er ab 1823 Medizin in Marburg und Göttingen. 1827 wurde er zum Dr. med. promoviert. 1829 legte er das Staatsexamen ab und wurde praktischer Arzt in Pyrmont. Er war dort leitender Arzt der Anstalt Bethesda. Er wurde mit dem Titel eines Geheimen Hofrates geehrt.
1860 bis 1863 gehörte er als Abgeordneter dem Spezial-Landtag für das Fürstentum Pyrmont an.